# William Kingsley
William Kingsley, DD foi um padre anglicano no século XVII.
Lever nasceu em Londres e foi educado no Magdalen College, Oxford. Ele foi o arquidiácono de Canterbury de 1595 até à sua morte em 29 de março de 1619.